# 梅光迪
梅光迪（1890年1月2日—1945年12月27日），字迪生，一字覲莊，安徽宣城人，中國學者、文學家。

## 生平
梅光迪出生書香世家，宋代梅聖俞、清代梅文鼎等為其先祖。6歲始隨父讀四書五經，過目成誦，有神童之譽。14歲考上秀才。1905年考取安徽高等學堂，為堂長嚴復門生。三年後，轉學至上海復旦公學。1909年秋，由胡紹庭介紹，與胡適認識。1911年，考取第三屆庚子賠款留美生考試。同年赴美國，就讀威斯康辛大學，1913年轉入西北大學。1915年夏天，與胡適、任鴻雋等在綺色佳旅遊，胡適首倡「文學革命」，遭到任鴻雋、梅光迪二人的反對。1915年夏畢業，獲理學士學位，轉往哈佛大學深造，專攻文學。時白璧德以新人文主義倡於哈佛大學，於東方學說，獨近孔子。梅生受業門下，最有深契。
1921年在國立東南大學創辦中國第一個西洋文學系，並和胡先驌、吳宓、柳詒徵、劉伯明等人以「論究學術，闡求真理，昌明國粹，融化新知」之志創辦《學衡》，同時也撰文批評新文化運動。1924年，梅光迪經當時於美國哈佛大學任教的趙元任推薦，赴哈佛任教，擔任漢文講師，並成為繼戈鯤化、趙元任之後第三位在哈佛大學任教的華人。1927年曾短暫回國，擔任國立中央大學文學院院長。翌年再次赴美國，在哈佛大學擔任漢文助理教授，直至1936年回國。1936年執教國立浙江大學，擔任文學院院長，抗戰爆發後隨校輾轉江西、廣西、雲南、貴州等地。1938年，當選為國民參政會議員。1945年12月27日在貴陽病逝。

## 家庭
夫人李今英（梅李今英）。李今英在1901年出生於美國加州聖塔芭芭拉郡一個華僑家庭，早年隨家人回國。1922年畢業於國立東南大學外語系。她於1927年與梅光迪在上海結婚後，赴美國麻省拉德克利夫學院、哈佛大學進修教育學及世界婦女等課程，期間曾任美國劍橋中國留學生會會生。1932年取得碩士學位後回國，此後一直任教於浙江大學。1949年梅李今英赴澳門嶺南學校任教，1952年與兒子梅本修赴美國與女兒團聚，在美國長時間從事教學、學術研究和著作工作。她在美國麻省劍橋擔任格納博士（Dr. C. S. Gardner）的助理研究員，並曾編寫大英百科全書中國和日本部份的章節、《中國報刊精選集》滙編（Selected Articles on China in Various Journals）、《梅光迪信札》（Letters of K. T. Mei），以及擔任美國哈佛燕京學社副編輯，完成編制宋史索引（Sung-Index）。八十年代退休後著有《山高水長——李今英回憶錄》、《梅光迪文錄》等。
育有三女一子，大女梅儀慈，二女梅儀昭，三女梅儀芝，四子梅本修。